# Combourtillé
 Combourtillé  es una población y comuna francesa, situada en la región de Bretaña, departamento de Ille y Vilaine, en el distrito de Fougères y cantón de Fougères-Sud.

## Demografía
| 425 | 416 | 370 | 340 | 363 | 401 |
| Para los censos de 1962 a 1999 la población legal corresponde a la población sin duplicidades (Fuente: INSEE [Consultar]) |     |     |     |     |     |